# Edifici El Progrés
L'Edifici El Progrés és una obra del municipi de Martorell (Baix Llobregat) inclosa en l'Inventari del Patrimoni Arquitectònic de Catalunya.

## Descripció
Es tracta d'un edifici entre mitjaneres de planta baixa, pis i terrat a la catalana. La composició de l'habitatge és definida per la voluminositat de la tribuna. Accés central per pòrtic de 8 columnes geminades amb capitell ornat i gran escut en relleu damunt la part baixa del fust. Tribuna correguda de peanya arrodonida, muntans de fusta, coberta de teula àrab i vidres glaçats de colors. Coronament de barana massissa, cos central a manera de frontó doble, motllures i relleus centrals.

## Història
L'Ajuntament disposa -en el Museu Municipal- de documentació relacionada amb la construcció d'un bon nombre d'edificis de Martorell, des de ja fa mes dues centúries.